# Новинский сельсовет (Нижний Новгород)
Новинский сельсовет — административно-территориальное образование в составе города областного значения Нижнего Новгорода (с 1 января 2020 года). Отнесён к Приокскому району города Нижнего Новгорода: обособленный территориальный отдел администрации г. Нижнего Новгорода Новинский сельсовет подчинён главе администрации Приокского района. 
Административный центр — посёлок Новинки.

## История
С 1969 до 2020 года Новинский сельсовет относился к Богородскому району Нижегородской области.
До формирования сельсовета, посёлок учхоза «Новинки», деревни Береговые Новинки, Новые Новинки и Кусаковка входили в Ближнеборисовский сельсовет соседнего Кстовского района, а остальные населённые пункты (д. Комарово, п. Кудьма, д. Новопавловка, д. Сартаково) — в Доскинский сельсовет Богородского района. В 1969 году из этих населённых пунктов был выделен Новинский сельсовет с центром в п. учхоза «Новинки». Последний чуть позже был объединён с соседними деревнями Береговые Новинки и Новые Новинки в новый населённый пункт ― посёлок Новинки.
С 2004 до 2020 года сельсовет был муниципальным образованием со статусом сельского поселения в составе Богородского муниципального района.
1 января 2020 года сельсовет как сельское поселение было упразднено и включено в состав городского округа город Нижний Новгород.
С 1 января 2020 года Новинский сельсовет как административно-территориальное образование входит в город областного значения Нижний Новгород.

## Население
| 2002  | 2010  | 2012    | 2013    | 2014    | 2015  | 2016  |
| ----- | ----- | ------- | ------- | ------- | ----- | ----- |
| 5757  | ↗6051 | ↗6279   | ↗6559   | ↗6849   | ↘6842 | ↗7441 |
| 2017  | 2018  | 2019    | 2020    | 2021    |       |       |
| ↗8613 | ↗9889 | ↗11 130 | ↗11 338 | ↘11 334 |       |       |

## Населённые пункты
В состав сельсовета входят 7 населённых пунктов:
| № | Населённый пункт | Тип населённого пункта | Население |
| - | ---------------- | ---------------------- | --------- |
| 1 | Комарово         | деревня                | ↗387      |
| 2 | Кудьма           | посёлок                | ↘2421     |
| 3 | Кусаковка        | деревня                | ↗773      |
| 4 | Новинки          | посёлок                | ↗9606     |
| 5 | Новопавловка     | деревня                | ↘62       |
| 6 | Ромашково        | деревня                | ↘65       |
| 7 | Сартаково        | деревня                | ↗153      |